# Макаров, Александр Александрович (биолог)
Алекса́ндр Алекса́ндрович Мака́ров (род. 30 сентября 1950, Москва) — советский и российский биофизик, профессор, академик РАН (с 2008 года). Директор Института молекулярной биологии (ИМБ) им. В. А. Энгельгардта.
Главными направлениями научной деятельности являются молекулярная биофизика и нанотехнологии. Индекс Хирша — 31 (Google Scholar, данные на март 2017 года).

## Биография
Образование/Научные степени и звания
1973 г. — с отличием окончил физический факультет МГУ им. М. В. Ломоносова, кафедра биофизики
1977 г. — защитил диссертацию на соискание степени кандидата физико-математических наук, физический факультет МГУ
1991 г. — окончил UNIDO International Course on Research and Innovation Management, Italy
1995 г. — защитил диссертацию на соискание степени доктора биологических наук, биологический факультет МГУ
2002 г. — присвоено звание профессора по специальности «Молекулярная биология»
2003 г. — избран членом-корреспондентом РАН
2008 г. — избран действительным членом (академиком) РАН
Профессиональная деятельность
1973—2003 гг. — аспирант, младший научный сотрудник/старший научный сотрудник, заведующий лабораторией, заместитель директора по научной работе, и. о. директора ИМБ РАН
2003—2010 гг. — содиректор российско-французской лаборатории в области протеомики
2004—н/в. — профессор кафедры молекулярной и клеточной биологии Московского физико-технического института
2004—н/в. — директор Института молекулярной биологии им. В. А. Энгельгардта РАН (ИМБ РАН)

## Научные достижения
А. А. Макаров — специалист в области биомедицины, биоинженерии и биотехнологии. Сферы научных интересов: физическая химия белков, белковая инженерия, молекулярные механизмы стабильности белков, передача сигнала в биологических системах в норме и патологии, противоопухолевые/противовирусные белки, нанобиотехнологии, молекулярный механизм болезни Альцгеймера. Автор более 200 статей в peer review журналах (Web of Science).
Под его руководством была запатентована более чем в 10 странах и разработана до коммерческого применения первая в мире технология трёхмерных биологических микрочипов, позволяющих исследовать любой биологический образец одновременно по многим параметрам. На основе биологических микрочипов созданы и зарегистрированы в Росздравнадзоре тест-системы для медицинской диагностики лекарственно-устойчивых форм возбудителя туберкулёза, гепатита С, онкологических заболеваний, для идентификации генотипа и определения вирулентных свойств вируса гриппа, установления личности по анализу ДНК и выявления источников аллергических заболеваний. Биочипы для идентификации лекарственно-устойчивых форм возбудителя туберкулёза применяются в противотуберкулёзных центрах РФ федерального и областного значения, а также в лабораториях ФСИН России. Эти работы отмечены многочисленными российскими и зарубежными наградами.
Макарову принадлежат приоритетные исследования молекулярных механизмов стабильности белков, взаимосвязи между структурой и функциями белков, передачи сигнала в биологических системах в норме и при патологиях, белковых инструментов воздействия на злокачественные клетки. Был открыт третий основной тип локальной структуры в нефибриллярных белках и пептидах — левая спираль типа полипролин II, которая играет важную роль в белок-белковых и белок-нуклеиновых взаимодействиях. Охарактеризован новый класс микробных рибонуклеаз, избирательно подавляющих рост злокачественных новообразований. С использованием in silico, in vitro и in vivo подходов установлена роль синергии ионов цинка и структурного полиморфизма бета-амилоида в эволюции ключевого молекулярного процесса болезни Альцгеймера.
А. А. Макаров — один из основных разработчиков государственного научного проекта по изучению генома человека (1988—1989 гг.), являвшегося частью международной программы «Геном человека»; руководитель Программы ИМБ РАН на 2014—2018 гг. «Молекулярная биология для медицины будущего», финансируемой по гранту РНФ для организаций. В возглавляемом им Институте достигнут существенный прогресс в исследованиях, направленных на решение важнейших задач в области иммунологии, увеличения продолжительности жизни, онкологии, а также создания новых лекарственных и диагностических средств для лечения социально значимых заболеваний. Всего за последние годы получено более 40 международных и отечественных грантов, включая грант РНФ на «Проведение исследований научными лабораториями».
Неоднократно приглашался в университеты США и Франции как
- научный исследователь: Калифорнийский университет, США (1991); университет Брандейс, США (1993, 1995); Национальные институты здоровья, США (1996, 1999—2000)
- профессор: университет Экс-Марсель, Франция (несколько раз в 1994—2001 гг.); Техасский A&М университет, США (2000—2002, 2004—2006).

Приглашался также пленарным и симпозиальным докладчиком на более чем 40 международных конференций, выступал с лекциями в ведущих научных центрах Америки, Европы и Японии, являлся научным советником Международного центра по генетической инженерии и биотехнологии ООН (Италия).
Высокие научные достижения ИМБ РАН, руководимого А. А. Макаровым, подтверждены рейтингом 2016 г. научной продуктивности на основании базы данных Scopus. Согласно критериям «SCImago Institutions Rankings», Институт занимает 11 место среди всех образовательных и научных российских институтов и университетов, четвёртое место среди академических институтов и первое место среди институтов биологического направления.

## Общественная деятельность
- Член Совета при Президенте РФ по науке и образованию (2013—2018; член президиума Совета в 2015—2018), заместитель председателя Научного совета программы «Молекулярная и клеточная биология» Президиума РАН, руководитель Секции «Науки о жизни» и член Научно-координационного совета при ФАНО России, член Межведомственного совета по присуждению премий Правительства РФ в области науки и техники.
- Был членом комиссии по биофизической химии ИЮПАК; возглавлял рабочую группу «Живые системы» и был членом Научно-координационного совета ФЦП «Исследования и разработки по приоритетным направлениям развития научно-технологического комплекса России на 2007—2013 годы».
- Входил в состав Совета генеральных конструкторов, ведущих учёных и специалистов в области высокотехнологичных секторов экономики при Председателе Правительства РФ, а также Совета по грантам Правительства РФ.
- Главный редактор журнала «Молекулярная биология», член редколлегий журналов «Scientific Reports[англ.]», «Frontiers in Molecular Diagnostics», «Journal of Alzheimer’s Disease», «Кристаллография», «Acta Naturae», «Биофизика». Член Европейского кальциевого общества.
- В марте 2017 года был выдвинут кандидатом на пост президента Российской академии наук[6][7]. Однако непосредственно перед выборами снял свою кандидатуру (так же поступили и два остальных претендента — В. Е. Фортов и В. Я. Панченко), и выборы были отложены до сентября[8]. Все три кандидата согласились, что необходимо устранение несовершенств устава РАН в части регламентации процедуры выборов президента[9]. Выдвигаться кандидатом на осенних выборах не стал, среди зарегистрированных[10] его нет.

## Награды
- Орден «За заслуги перед Отечеством» IV степени (5 февраля 2024) — за большой вклад в развитие отечественной науки, многолетнюю плодотворную деятельность и в связи с 300-летием со дня основания Российской академии наук[11].
- Орден Александра Невского (25 января 2017) — за большой вклад в развитие науки, образования, подготовку квалифицированных специалистов[12].
- Орден Почёта (9 июля 2010) — за достигнутые трудовые успехи и многолетнюю плодотворную работу[13].
- Орден Почетного легиона (январь 2017, Франция) — за вклад в укрепление сотрудничества между Россией и Францией.